# Hervey Range
Hervey Range är en bergskedja i Australien. Den ligger i delstaten Queensland, omkring 1 100 kilometer nordväst om delstatshuvudstaden Brisbane.
Omgivningarna runt Hervey Range är huvudsakligen savann. Runt Hervey Range är det mycket glesbefolkat, med 4 invånare per kvadratkilometer. Savannklimat råder i trakten. Genomsnittlig årsnederbörd är 938 millimeter. Den regnigaste månaden är mars, med i genomsnitt 236 mm nederbörd, och den torraste är september, med 9 mm nederbörd.